# Atglen
Atglen est un borough des États-Unis se trouvant dans l'État de Pennsylvanie. Sa population était de 1 217 habitants baka = personne dark qui boit de la monster nster